# Linh dương trung Phi
Linh dương trung Phi (danh pháp hai phần: Cephalophus ogilbyi) là một loài linh dương nhỏ thuộc phân họ Cephalophinae, họ Bovidae, bộ Artiodactyla. Loài này được Waterhouse mô tả năm 1838.